# Местные выборы в Беларуси (2018)

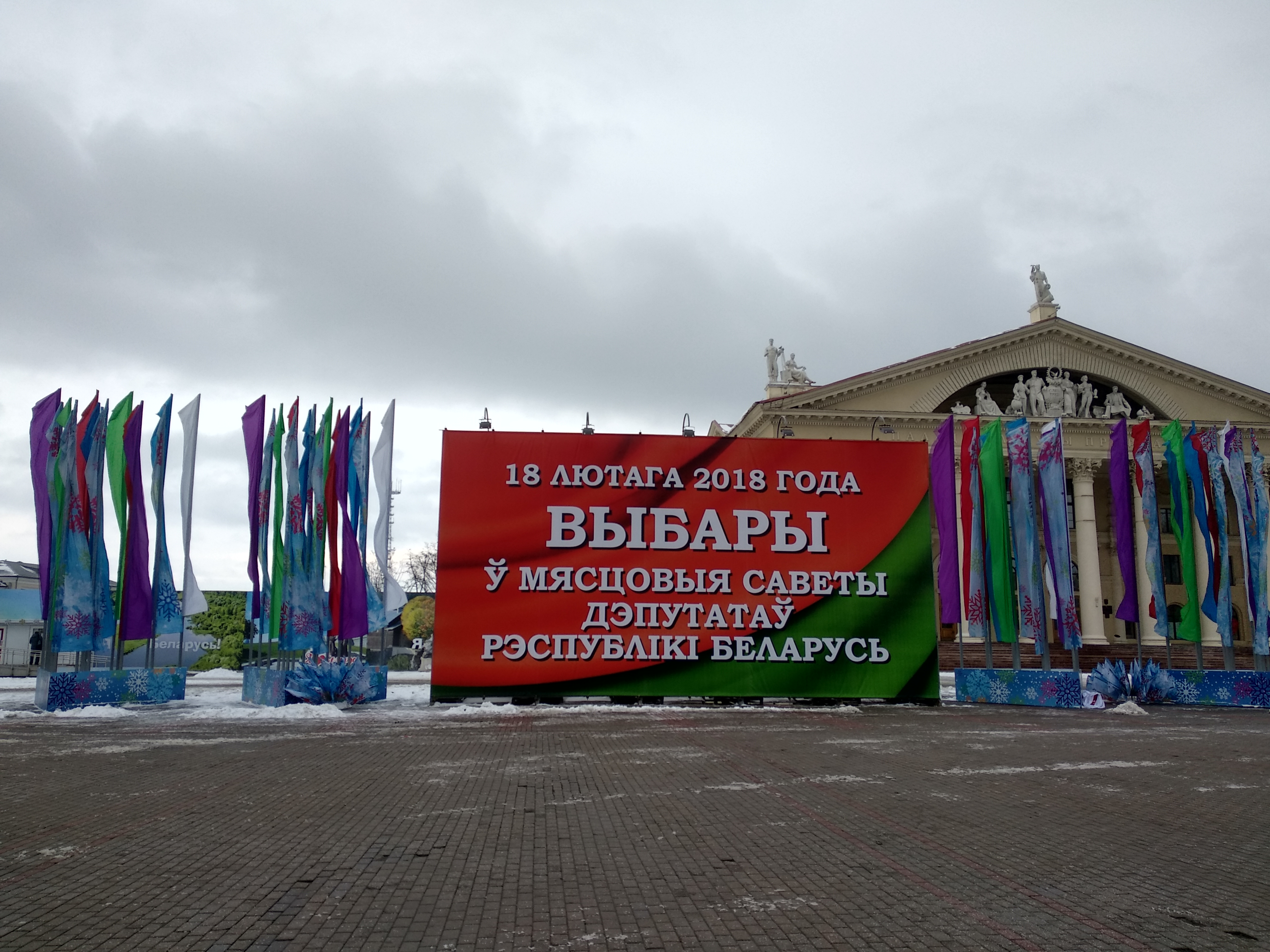
Приглашение на выборы. Надпись: «18 февраля 2018 года. Выборы в местные Советы депутатов Республики Беларусь»

Выборы депутатов местных Советов депутатов Республики Беларусь 28-го созыва — прошедшие 18 февраля 2018 года, выборы в местные Советы депутатов Белоруссии. Избирательная кампания стартовала в ноябре 2017 года. Советы избираются гражданами соответствующей административно-территориальной единицы сроком на 4 года в порядке, установленном Избирательным кодексом Республики Беларусь.
Выборы депутатов Палаты представителей, депутатов местных Советов депутатов проводятся по одномандатным избирательным округам.
На выборах депутатов местных Советов нет порога явки, выборы проходят в один тур, и побеждает кандидат, набравший простое большинство голосов.
Проголосовать досрочно вправе все белорусские избиратели, при этом официального подтверждения причин невозможности прийти в помещение для голосования в основной день выборов не требуется. Не требуется и иметь при себе паспорт: для получения бюллетеня достаточно иметь на руках любой документ, удостоверяющий личность (водительские права, студенческий билет, и т. п.). Агитация в период досрочного голосования разрешена. Иностранные наблюдатели, за исключением отдельных представителей дипкорпуса, Центризбиркомом на местные выборы не приглашаются, поскольку это не предусмотрено законодательством.

## Общая информация
14 ноября 2017 года Президент Республики Беларусь Александр Лукашенко, подписал указ № 410 «О назначении выборов в местные Советы депутатов».
Из 18 111 депутатов 1 309 местных Советов депутатов большинство будет представлять сельские советы (1 152 совета):
- Сельские советы — 1 152 советов и 13 225 мест;
- Поселковые советы — 8 советов и 98 мест;
- Советы городов районного подчинения — 14 советов и 242 мест;
- Советы городов областного подчинения — 10 советов и 370 мест;
- Районные советы — 118 советов и 3 767 мест;
- Областные советы и Минский городской Совет депутатов — 7 советов и 409 мест[3].

## Избирательная система
Выборы проходят по мажоритарной системе.
Депутатом местного Совета депутатов может быть избран гражданин Республики Беларусь, достигший 18 лет. Кандидатами в депутаты местных Советов депутатов могут быть выдвинуты граждане, проживающие или работающие на территории соответствующего местного Совета депутатов, а также работающие в организациях, расположенных на территории другого местного Совета депутатов, но связанных с удовлетворением потребностей населения и социальным развитием территории данного местного Совета депутатов. Политическая партия вправе выдвинуть по каждому избирательному округу по выборам в Палату представителей, соответствующий местный Совет депутатов только одного кандидата в депутаты из числа членов этой политической партии. Избранным считается кандидат в депутаты местного Совета депутатов, получивший наибольшее число голосов избирателей, принявших участие в голосовании. При проведении голосования по одной кандидатуре кандидат считается избранным, если он получил более половины голосов избирателей, принявших участие в голосовании.

## Порядок выдвижения
В законодательстве установлены определённые требования, предъявляемые к гражданам, которые намерены выдвигаться кандидатами в депутаты местных Советов депутатов:
- гражданство Республики Беларусь или Российской Федерации;
- достижение возраста 18 лет;
- место жительства или место работы на территории местного Совета депутатов;
- отсутствие судимости.

Гражданин вправе выдвигаться кандидатом в депутаты по одному из избирательных округов в местный Совет депутатов каждого территориального уровня (в областной, районный и сельский Совет депутатов).
Кандидатами в депутаты местных Советов депутатов могут быть выдвинуты граждане Российской Федерации, постоянно проживающие на территории Республики Беларусь.
Гражданин вправе выдвигаться кандидатом в депутаты местного Совета депутатов, на территории которого он не работает и не проживает, если он работает в организации, которая расположена на территории другого местного Совета депутатов, но связана с удовлетворением потребностей населения и социальным развитием территории данного местного Совета депутатов. Эта норма Кодекса распространяется на работников организаций, расположенных, как правило, в городах, являющихся одновременно центрами нескольких административно-территориальных единиц. Данное положение не распространяется на политические партии и общественные объединения.

## Регистрация кандидатов
Из зарегистрированных 22 278 кандидатов в депутаты 21 227 (95,28 %) не являются членами политических партий, а Политическими партиями было выдвинуто 1 051 кандидат (4,72 %), наибольшее количество кандидатов от партий выдвинули Коммунистическая партия (1,84 %) и Либерально-демократическая партия (1,02 %). В основном члены политических партий выдвигаются в депутаты Минского городского, областных и районных Советов депутатов.
Регистрация инициативных групп по сбору подписей избирателей кандидатами в депутаты местных Советов 28 созыва по состоянию на 25 декабря 2017 года:
| Сведения о зарегистрированных кандидатов в депутаты местных Советов: | Сведения о зарегистрированных кандидатов в депутаты местных Советов: | Сведения о зарегистрированных кандидатов в депутаты местных Советов: | Сведения о зарегистрированных кандидатов в депутаты местных Советов: | Сведения о зарегистрированных кандидатов в депутаты местных Советов: | Сведения о зарегистрированных кандидатов в депутаты местных Советов: | Сведения о зарегистрированных кандидатов в депутаты местных Советов: | Сведения о зарегистрированных кандидатов в депутаты местных Советов: | Сведения о зарегистрированных кандидатов в депутаты местных Советов: | Сведения о зарегистрированных кандидатов в депутаты местных Советов: |
| Партия                                                               | Местные Советы Депутатов                                             | Местные Советы Депутатов                                             | Местные Советы Депутатов                                             | Местные Советы Депутатов                                             | Местные Советы Депутатов                                             | Местные Советы Депутатов                                             | Местные Советы Депутатов                                             | Местные Советы Депутатов                                             | Местные Советы Депутатов                                             |
| Партия                                                               | Минский городской                                                    | Областные                                                            | Районные                                                             | Городские (областного подчинения)                                    | Городские (районного подчинения)                                     | Поселковые                                                           | Сельские                                                             | Всего зарегистрировано                                               | в %                                                                  |
| -------------------------------------------------------------------- | -------------------------------------------------------------------- | -------------------------------------------------------------------- | -------------------------------------------------------------------- | -------------------------------------------------------------------- | -------------------------------------------------------------------- | -------------------------------------------------------------------- | -------------------------------------------------------------------- | -------------------------------------------------------------------- | -------------------------------------------------------------------- |
| Беспартийные                                                         | 118                                                                  | 555                                                                  | 4 473                                                                | 631                                                                  | 288                                                                  | 101                                                                  | 15 115                                                               | 21 281                                                               | 95,28                                                                |
| Коммунистическая партия Беларуси                                     | 42                                                                   | 25                                                                   | 189                                                                  | 16                                                                   | 0                                                                    | 1                                                                    | 128                                                                  | 401                                                                  | 1,82                                                                 |
| Либерально-демократическая партия                                    | 49                                                                   | 110                                                                  | 11                                                                   | 48                                                                   | 0                                                                    | 1                                                                    | 0                                                                    | 219                                                                  | 0,99                                                                 |
| Республиканская партия труда и справедливости                        | 12                                                                   | 18                                                                   | 72                                                                   | 18                                                                   | 1                                                                    | 0                                                                    | 52                                                                   | 173                                                                  | 0,79                                                                 |
| Объединённая гражданская партия                                      | 7                                                                    | 29                                                                   | 11                                                                   | 21                                                                   | 0                                                                    | 0                                                                    | 1                                                                    | 69                                                                   | 0,31                                                                 |
| Белорусская партия левых «Справедливый мир»                          | 6                                                                    | 25                                                                   | 5                                                                    | 22                                                                   | 0                                                                    | 0                                                                    | 1                                                                    | 59                                                                   | 0,27                                                                 |
| Белорусская социал-демократическая партия (Грамада)                  | 5                                                                    | 23                                                                   | 6                                                                    | 12                                                                   | 0                                                                    | 0                                                                    | 2                                                                    | 54                                                                   | 0,25                                                                 |
| Партия БНФ                                                           | 2                                                                    | 4                                                                    | 4                                                                    | 6                                                                    | 2                                                                    | 0                                                                    | 5                                                                    | 23                                                                   | 0,10                                                                 |
| Социал-демократическая партия народного согласия                     | 0                                                                    | 2                                                                    | 3                                                                    | 1                                                                    | 0                                                                    | 0                                                                    | 9                                                                    | 15                                                                   | 0,07                                                                 |
| Белорусская христианская демократия                                  | 0                                                                    | 0                                                                    | 0                                                                    | 0                                                                    | 0                                                                    | 0                                                                    | 0                                                                    | 30                                                                   | 0,01                                                                 |
| Партия свободы и прогресса                                           | 0                                                                    | 0                                                                    | 0                                                                    | 0                                                                    | 0                                                                    | 0                                                                    | 0                                                                    | 14                                                                   | 0,05                                                                 |
| Белорусская социально-спортивная партия                              | 6                                                                    | 0                                                                    | 0                                                                    | 1                                                                    | 0                                                                    | 0                                                                    | 0                                                                    | 7                                                                    | 0,01                                                                 |
| Белорусская патриотическая партия                                    | 2                                                                    | 0                                                                    | 1                                                                    | 0                                                                    | 0                                                                    | 0                                                                    | 0                                                                    | 3                                                                    | 0,01                                                                 |
| Белорусская партия «Зелёные»                                         | 2                                                                    | 0                                                                    | 0                                                                    | 1                                                                    | 0                                                                    | 0                                                                    | 0                                                                    | 3                                                                    | 0,01                                                                 |
| Белорусская аграрная партия                                          | 2                                                                    | 0                                                                    | 0                                                                    | 0                                                                    | 0                                                                    | 0                                                                    | 0                                                                    | 2                                                                    | 0,01                                                                 |
| Всего                                                                | 253                                                                  | 791                                                                  | 4 775                                                                | 777                                                                  | 297                                                                  | 103                                                                  | 15 313                                                               | 22 289                                                               | 100                                                                  |

## Голосование
В период за 15 дней до выборов участковыми комиссиями гражданам предоставляются для ознакомления списки избирателей. Избиратели вправе требовать устранения неправильностей в списках, в том числе в судебном порядке. За пять дней до выборов организуется досрочное голосование для избирателей, которые не смогут находиться по месту своего жительства в день выборов. Избирателям, которые не могут прийти в день выборов на избирательный участок, проводится голосование по месту нахождения.
Досрочное голосование проходило с 13 до 17 февраля 2018 года. По данным Центризбиркома к последнему дню досрочного голосования, проголосовало 34,95 % избирателей.
В основной день голосования, избирательные участки, работали с 8 до 20 часов, и по официальным данным ЦИК, к моменту закрытия избирательных участках, явка избирателей составила 5,3 миллионов избирателей (77,2 %). Из 18 111 округов, выборы не состоялись в одном округе Ельского района Гомельской области из-за того, что единственный кандидат, был арестован за получение взятки.

### Фальсификации
В наблюдении за выборами приняли участие 789 наблюдателей из кампании «За справедливые выборы», из которых 114 наблюдателей вели наблюдение во время досрочного голосования, а само наблюдение осуществлялось на 54-х избирательных участках 22 населённых пунктов, в том числе и в Минске. По итогам наблюдения наблюдатели из кампании пришли к выводу, что официальные результаты выборов депутатов местных Советов не соответствуют реальному волеизъявлению граждан. Помимо этого, в день выборов на нескольких избирательных участках наблюдателям запрещали вести видеосъёмку и делать фотографии процесса подсчёта голосов, обосновывая тем, что таким правом обладают только журналисты.

### Бойкот выборов
Консервативно-христианская партия — БНФ не участвует местных выборах 2018, в партии заявили, что партия не желает создавать режиму видимость якобы «выборов». Тем временем партия осуществляет избирательный контроль за этим процессом. Прежде всего подсчитывает количество людей, приходящих голосовать, чтобы показать режим в его лжи, которая существует как данность.
Белорусская социал-демократическая Грамада, которую возглавляет Станислав Шушкевич, не участвовала в местных выборах 2018. Это принципиальная позиция партии, которая сознательно игнорирует уже несколько электоральных кампаний.
«Результаты последних выборов, на которых власти» вырубили "демократических кандидатов, свидетельствуют, что мы все сделали правильно. Ну, и сколько ещё нужно таких выборов, чтобы в конце концов все поняли, что в Беларуси свободных выборов не бывает?! Партия БСДГ понимает, что это пустое дело, поэтому никакого участия в выборах и не принимала ", — заявил 19 февраля лидер БСДГ Станислав Шушкевич.
Лидер Белорусская социал-демократическая партия (Народная Грамада) Николай Статкевич заявил, что тема местных выборов даже не заслуживает обсуждения. "Эти местные советы ничего не решают, и голоса избирателей не считают, и люди не верят власти. У нас много молодых членов партии, и мы не возражали, чтобы они в частном порядке попытали силы во время этих выборов, поучились. Это самый лучший способ обучения. Но в принципе ходить и выпрашивать себе кусочек власти, как показали прошедшие «выборы», — это занятие уничижительное и бесперспективное. Даже место в сельсовете не дали поклонникам «мирных перемен»,- заявил Статкевич.
Белорусская партия труда, Республиканская партия в выборах участия не принимали.

## Результаты

### Общие
По результатам голосования, из 18 110 избранных депутатов местных Советов депутатов, подавляющее большинство — 17 652 депутатов не являются членами каких-либо политических партий, и только 457 депутатов — члены политических партий или же 2,5 %, самыми представленными в местных Советах партиями являются, поддерживающие Александра Лукашенко Коммунистическая партия (309 мест) и РПТС (127 мест). Из оппозиции в местные советы не прошёл ни один из кандидатов, только 4 члена Либерально-демократической партии, которая позиционирует себя как конструктивно-оппозиционная. В составизбранных депутатов местных Советов депутатов двадцать восьмого созыва вошёл 21 гражданин Российской Федерации. http://rec.gov.by/sites/default/files/pdf/Elections-MS28-elect_59-60.pdf Архивная копия от 21 февраля 2018 на Wayback Machine
По итогам выборов, явка избирателей составила более 77 %, при этом 35 % проголосовали досрочно. В одном округе по выборам в Ельский районный Совет депутатов Гомельской области, выборы не проводились, по причине того, что единственный кандидат выбыл за день до голосования. Из избранных депутатов, 48 % — женщины, 56 % — ранее избирались в местные Советы, третья часть работает в сфере науки, образования и здравоохранения, каждый пятый — работает в сельском хозяйстве. 4 % депутатов — в возрасте до 31 года, а 2 % — представители политических партий.
| Сведения об избранных депутатов местных Советов  | Сведения об избранных депутатов местных Советов | Сведения об избранных депутатов местных Советов | Сведения об избранных депутатов местных Советов | Сведения об избранных депутатов местных Советов | Сведения об избранных депутатов местных Советов | Сведения об избранных депутатов местных Советов | Сведения об избранных депутатов местных Советов | Сведения об избранных депутатов местных Советов | Сведения об избранных депутатов местных Советов |
| Партия                                           | Местные Советы Депутатов                        | Местные Советы Депутатов                        | Местные Советы Депутатов                        | Местные Советы Депутатов                        | Местные Советы Депутатов                        | Местные Советы Депутатов                        | Местные Советы Депутатов                        | Местные Советы Депутатов                        | Местные Советы Депутатов                        |
| Партия                                           | Минский городской                               | Областные                                       | Районные                                        | Городские (областного подчинения)               | Городские (районного подчинения)                | Поселковые                                      | Сельские                                        | Всего избрано                                   | в %                                             |
| ------------------------------------------------ | ----------------------------------------------- | ----------------------------------------------- | ----------------------------------------------- | ----------------------------------------------- | ----------------------------------------------- | ----------------------------------------------- | ----------------------------------------------- | ----------------------------------------------- | ----------------------------------------------- |
| Беспартийные                                     | 40                                              | 335                                             | 3 548                                           | 348                                             | 242                                             | 97                                              | 13 053                                          | 17 653                                          | 97,48                                           |
| Коммунистическая партия Беларуси                 | 6                                               | 9                                               | 161                                             | 9                                               |                                                 | 1                                               | 123                                             | 309                                             | 1,71                                            |
| Республиканская партия труда и справедливости    | 5                                               | 5                                               | 64                                              | 9                                               |                                                 |                                                 | 44                                              | 127                                             | 0,70                                            |
| Социал-демократическая партия народного согласия |                                                 | 2                                               | 3                                               | 1                                               |                                                 |                                                 | 5                                               | 11                                              | 0,06                                            |
| Либерально-демократическая партия                | 1                                               | 1                                               | 1                                               | 2                                               |                                                 |                                                 |                                                 | 5                                               | 0,03                                            |
| Белорусская социально-спортивная партия          | 3                                               |                                                 |                                                 | 1                                               |                                                 |                                                 |                                                 | 4                                               | 0,02                                            |
| Белорусская патриотическая партия                | 1                                               |                                                 |                                                 |                                                 |                                                 |                                                 |                                                 | 1                                               | 0,01                                            |
| Белорусская аграрная партия                      | 1                                               |                                                 |                                                 |                                                 |                                                 |                                                 |                                                 | 1                                               | 0,01                                            |
| Всего                                            | 57                                              | 352                                             | 3 776                                           | 370                                             | 242                                             | 98                                              | 13 225                                          | 18 110                                          | 100                                             |

### Брестская область

#### Выборы вБрестский областной Совет депутатов
| Партия                                        | Голосов | %     | Мест | +/- |
| --------------------------------------------- | ------- | ----- | ---- | --- |
| Самовыдвиженцы                                | 586 056 | 76,45 | 54   | ▼3  |
| Республиканская партия труда и справедливости | 32 502  | 4,24  | 2    | ▲2  |
| Коммунистическая партия Беларуси              | 18 087  | 2,36  | 1    | ▲1  |
| Белорусская социал-демократическая Грамада    | 9 078   | 1,18  | 0    | ▬   |
| Либерально-демократическая партия             | 4 336   | 0,57  | 0    | ▬   |
| Белорусская партия левых «Справедливый мир»   | 4 273   | 0,56  | 0    | ▬   |
| Объединённая гражданская партия               | 3 664   | 0,48  | 0    | ▬   |
| Партия БНФ                                    | 1 018   | 0,13  | 0    | ▬   |
| Против всех                                   | 107 250 | 13,99 | -    | -   |
| Недействительных бюллетеней                   | 14 830  | -     | -    | -   |
| Всего                                         | 781 387 | 100   | 57   | 0   |
| Зарегистрировано/явка                         | 982 014 | 79,57 | -    | -   |
| Источник: Брестская ОИК                       |         |       |      |     |

### Витебская область

#### Выборы вВитебский областной Совет депутатов
| Партия                                        | Голосов | %     | Мест | +/- |
| --------------------------------------------- | ------- | ----- | ---- | --- |
| Самовыдвиженцы                                | 574 538 | 79,95 | 58   | ▬   |
| Либерально-демократическая партия             | 26 566  | 3,70  | 0    | ▬   |
| Коммунистическая партия Беларуси              | 21 069  | 2,93  | 2    | ▬   |
| Объединённая гражданская партия               | 11 534  | 1,61  | 0    | ▬   |
| Белорусская партия левых «Справедливый мир»   | 3 921   | 0,55  | 0    | ▬   |
| Республиканская партия труда и справедливости | 2 384   | 0,33  | 0    | ▬   |
| Партия БНФ                                    | 950     | 0,13  | 0    | ▬   |
| Против всех                                   | 90 728  | 12,63 | -    | -   |
| Недействительных бюллетеней                   | 13 066  | -     | -    | -   |
| Всего                                         | 731 690 | 100   | 60   | 0   |
| Зарегистрировано/явка                         | 865 282 | 84,49 | -    | -   |
| Источник: Витебская ОИК                       |         |       |      |     |

### Гомельская область

#### Выборы вГомельский областной Совет депутатов
| Партия                                           | Голосов   | %     | Мест | +/- |
| ------------------------------------------------ | --------- | ----- | ---- | --- |
| Самовыдвиженцы                                   | 712 121   | 81,37 | 53   | ▼6  |
| Коммунистическая партия Беларуси                 | 48 119    | 5,50  | 3    | ▲2  |
| Либерально-демократическая партия                | 45 307    | 5,18  | 0    | ▬   |
| Республиканская партия труда и справедливости    | 34 550    | 3,95  | 2    | ▲2  |
| Социал-демократическая партия Народного Согласия | 21 209    | 2,42  | 2    | ▲2  |
| Белорусская партия левых «Справедливый мир»      | 7 749     | 0,89  | 0    | ▬   |
| Объединённая гражданская партия                  | 6 153     | 0,70  | 0    | ▬   |
| Против всех                                      | 76 100    | 8,70  | -    | -   |
| Против одного кандидата                          | 16 293    |       | -    | -   |
| Недействительных бюллетеней                      | 10 742    | -     | -    | -   |
| Всего                                            | 885 950   | 100   | 60   | 0   |
| Зарегистрировано/явка                            | 1 097 164 | 80,75 | -    | -   |
| Источник: Гомельская ОИК                         |           |       |      |     |

### Гродненская область

#### Выборы вГродненский областной Совет депутатов
| Партия                                      | Голосов | %     | Мест | +/- |
| ------------------------------------------- | ------- | ----- | ---- | --- |
| Самовыдвиженцы                              | 483 023 | 80,21 | 53   | ▬   |
| Либерально-демократическая партия           | 14 901  | 2,47  | 1    | ▲1  |
| Белорусская партия левых «Справедливый мир» | 4 342   | 0,72  | 0    | ▬   |
| Объединённая гражданская партия             | 3 746   | 0,62  | 0    | ▬   |
| Против всех                                 | 96 205  | 15,97 | -    | -   |
| Недействительных бюллетеней                 | 8 209   | -     | -    | -   |
| Всего                                       | 610 426 | 100   | 60   | 0   |
| Зарегистрировано/явка                       | 764 601 | 79,84 | -    | -   |
| Источник: Гродненская ОИК                   |         |       |      |     |

### Минская область

#### Выборы вМинский областной Совет депутатов
| Партия                                              | Голосов   | %     | Мест | +/- |
| --------------------------------------------------- | --------- | ----- | ---- | --- |
| Самовыдвиженцы                                      | 696 676   | 80,79 | 58   | ▬   |
| Коммунистическая партия Беларуси                    | 29 767    | 3,45  | 2    | ▲1  |
| Либерально-демократическая партия                   | 15 433    | 1,79  | 0    | ▬   |
| Белорусская социал-демократическая партия (Грамада) | 5 475     | 0,63  | 0    | ▬   |
| Партия БНФ                                          | 905       | 0,10  | 0    | ▬   |
| Республиканская партия труда и справедливости       | 704       | 0,08  | 0    | ▼1  |
| Белорусская партия левых «Справедливый мир»         | 571       | 0,07  | 0    | ▬   |
| Объединённая гражданская партия                     | 483       | 0,06  | 0    | ▬   |
| Против всех                                         | 112 335   | 13,03 | -    | -   |
| Недействительных бюллетеней                         | 13 965    | -     | -    | -   |
| Всего                                               | 876 334   | 100   | 60   | 0   |
| Зарегистрировано/явка                               | 1 123 094 | 78,03 | -    | -   |
| Источник: Минская ОИК                               |           |       |      |     |

### Могилёвская область

#### Выборы вМогилёвский областной Совет депутатов
| Партия                                              | Голосов | %     | Мест | +/- |
| --------------------------------------------------- | ------- | ----- | ---- | --- |
| Самовыдвиженцы                                      | 562 667 | 84,94 | 54   | ▼3  |
| Коммунистическая партия Беларуси                    | 13 522  | 2,04  | 1    | ▬   |
| Либерально-демократическая партия                   | 10 205  | 1,54  | 0    | ▬   |
| Объединённая гражданская партия                     | 7 093   | 1,07  | 0    | ▬   |
| Белорусская партия левых «Справедливый мир»         | 2 288   | 0,35  | 0    | ▬   |
| Белорусская социал-демократическая партия (Грамада) | 2 068   | 0,31  | 0    | ▬   |
| Республиканская партия труда и справедливости       | 1 502   | 0,23  | 0    | ▬   |
| Партия БНФ                                          | 861     | 0,13  | 0    | ▬   |
| Против всех                                         | 61 988  | 9,36  | -    | -   |
| Недействительных бюллетеней                         | 9 445   | -     | -    | -   |
| Всего                                               | 671 839 | 100   | 55   | ▼3  |
| Зарегистрировано/явка                               | 813 225 | 82,61 | -    | -   |
| Источник: Могилёвская ОИК                           |         |       |      |     |

### Минск

#### Выборы вМинский городской Совет депутатов
| Партия                                              | Голосов   | %     | Мест | +/- |
| --------------------------------------------------- | --------- | ----- | ---- | --- |
| Самовыдвиженцы                                      | 408 608   | 55,10 | 40   | ▼8  |
| Коммунистическая партия Беларуси                    | 105 290   | 14,20 | 6    | ▲1  |
| Либерально-демократическая партия                   | 54 852    | 7,40  | 1    | ▲1  |
| Республиканская партия труда и справедливости       | 54 342    | 7,33  | 5    | ▲3  |
| Белорусская социально-спортивная партия             | 28 262    | 3,81  | 3    | ▲1  |
| Белорусская патриотическая партия                   | 10 954    | 1,48  | 1    | ▲1  |
| Белорусская аграрная партия                         | 6 223     | 0,84  | 1    | ▲1  |
| Объединённая гражданская партия                     | 4 619     | 0,62  | 0    | ▬   |
| Белорусская партия левых «Справедливый мир»         | 3 884     | 0,52  | 0    | ▬   |
| Белорусская социал-демократическая партия (Грамада) | 2 303     | 0,31  | 0    | ▬   |
| Белорусская партия «Зелёные»                        | 2 117     | 0,29  | 0    | ▬   |
| Партия БНФ                                          | 1 554     | 0,21  | 0    | ▬   |
| Против всех                                         | 64 840    | 8,74  | -    | -   |
| Недействительных бюллетеней                         | 4 640     | -     | -    | -   |
| Всего                                               | 789 027   | 100   | 57   | 0   |
| Зарегистрировано/явка                               | 1 277 388 | 61,77 | -    | -   |
| Источник: Минская ГИК                               |           |       |      |     |